# Domenico Costantino

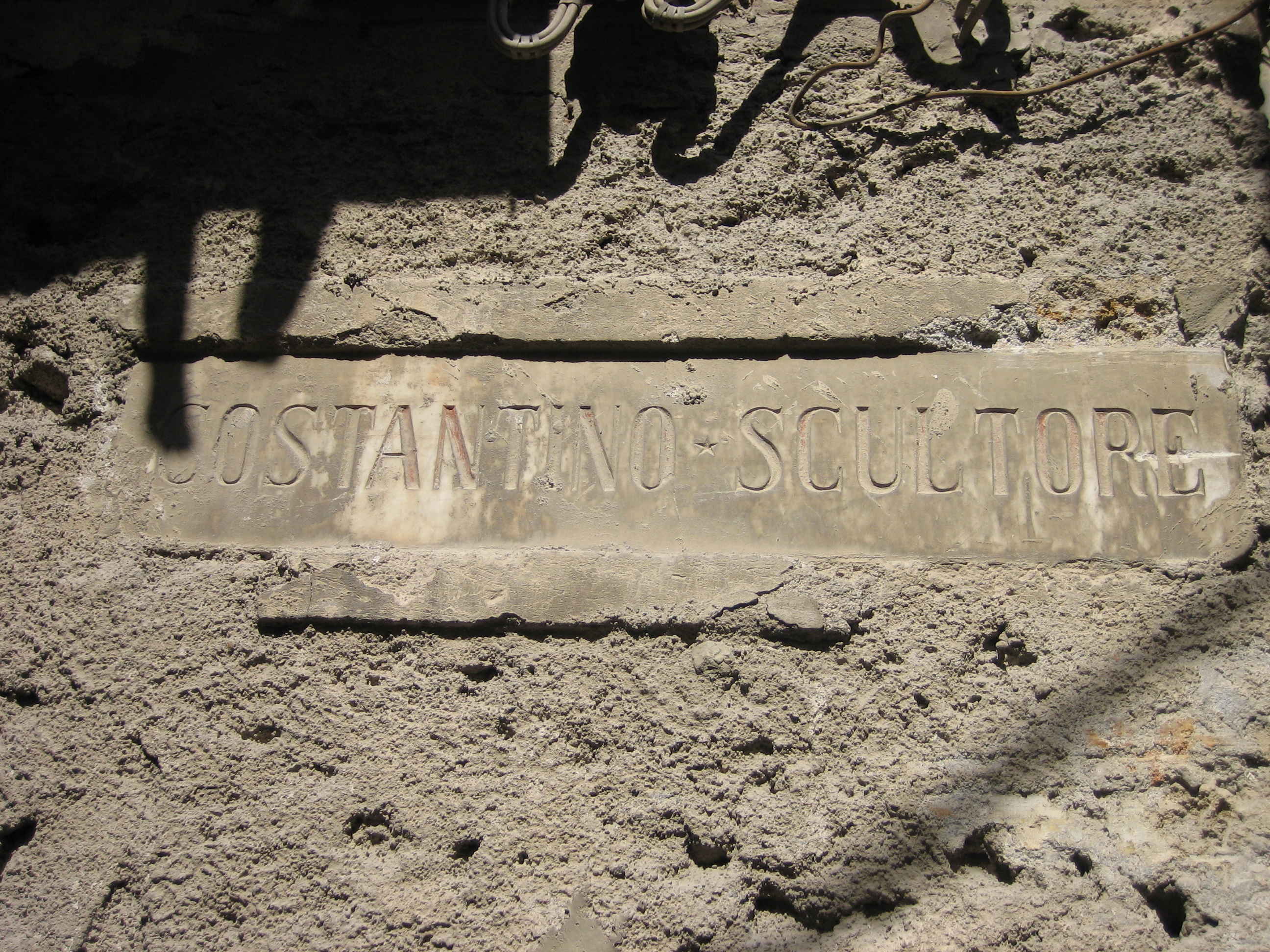
Inschrift am Haus Costantinos

Domenico Costantino (* 20. Oktober 1840 in Palermo; † 11. August 1915 in Palermo) war ein italienischer Bildhauer.

## Leben
Die Familie des Bildhauers lebte in der Via Vetriera im Kalsa-Viertel  Palermos. Er war Schüler der Bildhauer Gaetano Geraci und  Valerio Villareale, von dem er seine ersten Eindrücke in den klassizistischen Stil bekam. 1854 nahm er Zeichenunterricht bei Giovanni Patricolo und arbeitete nach 1860 in seiner eigenen Werkstatt im Hof der Gancia. Er unternahm zwei Studienreisen nach Rom und Florenz, auf denen er sich mit der neuen  naturalistischen Richtung beschäftigte. Hier lernte er Giovanni Dupré kennen, dessen Stil ihn sehr inspirierte. Auch hatte er großes Interesse für die einfachen Künste, davon besonders sizilianische Keramik.
Domenico Costantino  schuf die Skulpturen von Carlo Cottone, principe di Castelnuovo, auf der Piazza Castelnuovo und von Ruggero Settimo und Emerico Amari im Pantheon von San Domenico, sowie die vier Adler des Palazzo Pretorio in Palermo. Außerdem realisierte er zahlreiche Grabsteine und Porträts meist adliger Palermitaner und andere naturalistische bildhauerische Darstellungen. Er war Lehrer von Domenico Trentacoste, Giuseppe Inghilleri und Salvatore Profeta.
In Palermo ist eine Straße nach ihm benannt.